# 국가지원지방도 제60호선
국가지원지방도 제60호선은 전라남도 무안군 현경면과 부산광역시 기장군 장안읍을 잇는 국가지원지방도이다.

## 역사
1994년 '목포 ~ 일광선'이라는 이름으로 국도 제60호선을 신설하기로 계획되었던 도로가 시초이며, 당시 연장은 294km로 정해져 있었다. 그러나 국가 재정 부족으로 국도로 승격되지 못했으며 구상된 노선은 폐기되지 않고 국가지원지방도로 지정되었다. 2001년 8월 25일에는 전라남도 목포시 ~ 무안군 현경면 구간이 국도 제77호선에 편입되면서 이 구간이 단축되었다.
- 1996년 7월 19일 : 전라남도 목포시 ~ 부산광역시 기장군 장안읍 구간을 국가지원지방도 제60호 목포 ~ 양산선으로 지정[1]
- 1996년 12월 9일 : 1997년 12월까지 계산교(곡성군 옥과면 죽림리 ~ 겸면 평장리) 개축공사를 위해 230m 구간 도로구역 변경[2]
- 2000년 8월 25일 : 2005년 12월까지 목포 ~ 압해간 연륙교(목포시 석현동 ~ 신안군 압해면 신장리) 가설공사를 위해 6.89km 구간 도로구역 변경[3]
- 2001년 8월 25일 : 전라남도 목포시 ~ 무안군 현경면 구간이 국도 제77호선에 편입되면서 기점을 전라남도 목포시에서 전라남도 무안군 현경면으로 변경해 국가지원지방도 제60호선 무안 ~ 부산선으로 변경[4]
- 2002년 3월 27일 : 2005년 3월까지 고달교(곡성군 곡성읍 대평리 ~ 고달면 목동리) 개축공사를 위해 1.4km 구간 도로구역 변경[5]
- 2002년 4월 4일 : 의령군 봉수면 삼가리 480m 구간 개량 개통[6]
- 2005년 2월 2일 : 합천군 가회면 장대리 ~ 덕촌리 1.82 km 구간 개통[7]
- 2005년 7월 5일 : 2006년 12월까지 성월지구(담양군 고서면 동운리) 개량공사를 위해 235m 구간 도로구역 변경, 2006년 12월까지 신리지구(곡성군 고달면 뇌죽리) 개량공사를 위해 425m 구간 도로구역 변경[8]
- 2008년 10월 27일 : 2012년 12월까지 곡성 고달지구(곡성군 고달면 백곡리) 개량공사를 위해 600m 구간 도로구역 변경[9]
- 2009년 3월 9일 : 김해 ~ 생림간 도로(김해시 생림면 나전리 ~ 사촌리) 2.89 km 구간 확장 개통[10]
- 2009년 4월 3일 : 2010년 3월까지 담양 문학지구(담양군 대덕면 문학리 ~ 성곡리) 개량공사를 위해 1.0km 구간 도로구역 변경[11]
- 2009년 11월 20일 : 2011년 12월까지 곡성 ~ 고달간 도로(곡성군 곡성읍 ~ 고달면 뇌죽리) 개량공사를 위해 3.92km 구간 도로구역 변경[12]
- 2010년 1월 4일 : 양산 ~ 동면간 도로(양산시 명곡동 ~ 동면 법기리) 4.8 km 구간 확장 개통[13]
- 2012년 3월 5일 : 곡성군 곡성읍 읍내리 ~ 곡달면 뇌죽리 3.92km 구간 개통[14]
- 2015년 6월 18일 : 2017년 6월까지 담양 매산지구(담양군 대덕면 매산리 ~ 문학리) 개량공사를 위해 1.03km 구간 도로구역 변경[15]
- 2016년 1월 6일 : 부산광역시 기장군 장안읍 좌천리 좌천시장 ~ 임랑리 임랑 교차로 1.7 km 구간 확장 개통[16]
- 2017년 12월 29일 : 고기 ~ 운봉간 도로(남원시 주천면 고기리 고기 교차로 ~ 운봉읍 서천리 운봉 교차로) 6.48km 구간과 남원시 주천면 장안리 장안 교차로 ~ 호경리 호경 교차로 770m 구간 확장 개통, 기존 남원시 운봉읍 주촌리 ~ 덕산리 총 800m 구간과 남원시 운봉읍 동천리 ~ 서천리 670m 구간 폐지[17]
- 2018년 2월 12일 : 북면 ~ 한림간 도로(창원시 의창구 북면 마산리 마산 교차로 ~ 동읍 본포리 본포 교차로) 4.08 km 구간 확장 개통[18]
- 2018년 2월 13일 : 생림 ~ 상동간 도로(김해시 생림면 나전리 상나전 교차로 ~ 상동면 대감리 대감 교차로) 5.4 km 구간 확장 개통[19]
- 2018년 3월 1일 : 양산 ~ 동면간 도로(양산시 신기동 ~ 명곡동) 3.02 km 구간 확장 개통[20]
- 2018년 9월 21일 : 남원시 수지면 고평리 970m 구간 개량 개통, 기존 660m 구간 폐지[21]
- 2019년 3월 5일 : 북면 ~ 한림간 도로(창원시 동읍 본포교차로∼대산면 북부교차로 개통)

## 주요 경유지
전라남도
- 무안군 (현경면 - 무안읍) - 함평군 (엄다면 - 학교면) - 나주시 (문평면 - 다시면 - 금남동 - 성북동 - 삼도동 - 금천면 - 산포면 - 남평읍)

광주광역시
- 남구 (대촌동 - 송암동 - 효덕동 - 주월동 - 방림동) - 동구 (학동 - 서석동 - 동명동 - 지산동 - 산수동) - 북구 (풍향동 - 우산동 - 두암동 - 각화동 - 문흥동 - 장등동 - 망월동)

전라남도
- 담양군 (고서면 - 창평면 - 대덕면 - 무정면) - 곡성군 (오산면 - 옥과면 - 겸면 - 삼기면 - 곡성읍 - 고달면)

전북특별자치도
- 남원시 (수지면 - 주천면 - 운봉읍 - 인월면 - 산내면)

경상남도
- 함양군 (마천면 - 휴천면 - 유림면) - 산청군 (금서면 - 산청읍 - 신등면) - 합천군 (가회면 - 삼가면 - 쌍백면) - 의령군 (봉수면 - 부림면 - 유곡면 - 부림면 - 지정면) - 함안군 (대산면 - 칠서면 - 칠북면) - 창원시 의창구 (북면 - 동읍 - 대산면) - 김해시 (한림면 - 생림면 - 상동면) - 양산시 (물금읍 - 원동면 - 교동 - 유산동 - 신기동 - 북부동 - 명곡동 - 동면)

부산광역시
- 기장군 (정관읍 - 장안읍)

## 노선
- (■): 자동차 전용도로 구간

### 전라남도(광주광역시 이남 지역)
| 이름                                      | 접속 노선                               | 소재지                                             | 소재지                                             | 비고                                        |
| ----------------------------------------- | --------------------------------------- | -------------------------------------------------- | -------------------------------------------------- | ------------------------------------------- |
| 현경 교차로                               | 국도 제24호선 (공항로) (함장로) 현해로  | 무안군                                             | 현경면                                             | 시점                                        |
| 북무안 나들목                             | 12호선 무안광주고속도로                 | 무안군                                             | 현경면                                             |                                             |
| 무안종합스포츠파크                        |                                         | 무안군                                             | 현경면                                             |                                             |
| 교촌 교차로                               | 국도 제1호선 (영산로)                   | 무안군                                             | 무안읍                                             | 국도 제1호선과 중복                         |
| 고절교 송사천교                           |                                         | 무안군                                             | 무안읍                                             | 국도 제1호선과 중복                         |
| (이름 없음)                               | 지방도 제811호선 (무안로)               | 무안군                                             | 무안읍                                             | 국도 제1호선과 중복 지방도 제811호선과 중복 |
| 송촌교 용월교                             |                                         | 무안군                                             | 무안읍                                             | 국도 제1호선과 중복 지방도 제811호선과 중복 |
| 무안 나들목                               | 15호선 서해안고속도로                   | 함평군                                             | 엄다면                                             | 국도 제1호선과 중복 지방도 제811호선과 중복 |
| 엄다중학교(폐교)                          | 지방도 제811호선 (신송길)               | 함평군                                             | 엄다면                                             | 국도 제1호선과 중복 지방도 제811호선과 중복 |
| 해정사거리                                | 곤재로                                  | 함평군                                             | 엄다면                                             | 국도 제1호선과 중복                         |
| 소학교 학야교                             |                                         | 함평군                                             | 엄다면                                             | 국도 제1호선과 중복                         |
| 학교사거리 (학교고가교)                   | 국도 제23호선 지방도 제825호선 (함영로) | 함평군                                             | 학교면                                             | 국도 제1호선과 중복 지방도 제825호선과 중복 |
| 함평역 신동창교 학다리중앙초등학교 (폐교) |                                         | 함평군                                             | 학교면                                             | 국도 제1호선과 중복 지방도 제825호선과 중복 |
| 학다리삼거리                              | 학동로                                  | 함평군                                             | 학교면                                             | 국도 제1호선과 중복 지방도 제825호선과 중복 |
| 농공단지삼거리                            | 학교공단길                              | 함평군                                             | 학교면                                             | 국도 제1호선과 중복 지방도 제825호선과 중복 |
| 고막교                                    |                                         | 함평군                                             | 학교면                                             | 국도 제1호선과 중복 지방도 제825호선과 중복 |
|                                           | 나주시                                  | 다시면                                             |                                                    | 국도 제1호선과 중복 지방도 제825호선과 중복 |
| 구고막원역앞                              | 나주시                                  | 지방도 제825호선 (체암로)                          | 문평면                                             | 국도 제1호선과 중복 지방도 제825호선과 중복 |
| 다시교                                    | 나주시                                  |                                                    | 다시면                                             | 국도 제1호선과 중복                         |
| 다시면소재지                              | 나주시                                  | 지방도 제801호선 (월암로) (대용길)                 | 다시면                                             | 국도 제1호선과 중복                         |
| 다시공용버스터미널                        | 나주시                                  |                                                    | 다시면                                             | 국도 제1호선과 중복                         |
| 다시 교차로                               | 나주시                                  | 영산로                                             | 다시면                                             | 국도 제1호선과 중복                         |
| 복암 교차로                               | 나주시                                  | 백호로                                             | 다시면                                             | 국도 제1호선과 중복                         |
| 영산교                                    | 나주시                                  |                                                    | 다시면                                             | 국도 제1호선과 중복                         |
|                                           | 나주시                                  | 이창동                                             |                                                    | 국도 제1호선과 중복                         |
| 오량교                                    | 나주시                                  |                                                    |                                                    | 국도 제1호선과 중복                         |
| 동수 교차로                               | 나주시                                  | 국도 제23호선 국가지원지방도 제49호선 (나주서부로) | 국도 제1호선과 중복 국가지원지방도 제49호선과 중복 |                                             |
| 장산1교                                   | 나주시                                  |                                                    | 국도 제1호선과 중복 국가지원지방도 제49호선과 중복 | 왕곡면                                      |
| 왕곡 교차로                               | 나주시                                  | 국도 제13호선 (예향로)                             | 국도 제1호선과 중복 국가지원지방도 제49호선과 중복 | 왕곡면                                      |
| 구산교                                    | 나주시                                  |                                                    | 국도 제1호선과 중복 국가지원지방도 제49호선과 중복 | 왕곡면                                      |
| 만봉천교                                  | 나주시                                  |                                                    | 국도 제1호선과 중복 국가지원지방도 제49호선과 중복 | 왕곡면                                      |
|                                           | 나주시                                  | 이창동                                             | 국도 제1호선과 중복 국가지원지방도 제49호선과 중복 |                                             |
| 부덕 교차로                               | 나주시                                  | 국도 제23호선 (영나로)                             | 국도 제1호선과 중복 국가지원지방도 제49호선과 중복 |                                             |
| 부덕 교차로                               | 나주시                                  | 국도 제23호선 (영나로)                             | 국도 제1호선과 중복 국가지원지방도 제49호선과 중복 | 영산동                                      |
| 부덕교 봉황천교                           | 나주시                                  |                                                    | 국도 제1호선과 중복 국가지원지방도 제49호선과 중복 |                                             |
| 방축교                                    | 나주시                                  | 국가지원지방도 제58호선                            | 국도 제1호선과 중복 국가지원지방도 제49호선과 중복 | 금천면                                      |
| 월산교 동악교                             | 나주시                                  |                                                    | 국도 제1호선과 중복 국가지원지방도 제49호선과 중복 | 금천면                                      |
| 신천 교차로                               | 나주시                                  | 금영로 문화로                                      | 국도 제1호선과 중복 국가지원지방도 제49호선과 중복 | 금천면                                      |
| 석전 교차로 (지하차도)                    | 나주시                                  | 빛가람로                                           | 국도 제1호선과 중복 국가지원지방도 제49호선과 중복 | 금천면                                      |
| 금천 교차로                               | 나주시                                  | 국가지원지방도 제49호선 (빛가람장성로) 영산로      | 국도 제1호선과 중복 국가지원지방도 제49호선과 중복 | 금천면                                      |
| 내기사거리                                | 나주시                                  | 내기1길                                            | 산포면                                             | 국도 제1호선과 중복                         |
| 매성교                                    | 나주시                                  |                                                    | 산포면                                             | 국도 제1호선과 중복                         |
| 내기 교차로                               | 나주시                                  | 혁신로                                             | 산포면                                             | 국도 제1호선과 중복                         |
| 산포면사거리 (고가교)                     | 나주시                                  | 산포로                                             | 산포면                                             | 국도 제1호선과 중복                         |
| (이름 없음)                               | 나주시                                  | 산남로                                             | 산포면                                             | 국도 제1호선과 중복                         |
| 등정1교 등정2교                           | 나주시                                  |                                                    | 산포면                                             | 국도 제1호선과 중복                         |
| 등정3교                                   | 나주시                                  |                                                    | 산포면                                             | 국도 제1호선과 중복                         |
|                                           | 나주시                                  | 남평읍                                             |                                                    | 국도 제1호선과 중복                         |
| 남평대교                                  | 나주시                                  |                                                    |                                                    | 국도 제1호선과 중복                         |
| 광이 교차로                               | 나주시                                  | 회재로                                             |                                                    | 국도 제1호선과 중복                         |

- 기존 구간 (2012년 이전 노선)
  - 산포면 - 등정삼거리 - 구등삼거리 - 남평오거리 - 남평교 - 남평교사거리 - 검문소삼거리 - 한두재 - 지산 교차로
- 기존 구간 (2014년 이전 노선)
  - 다시 교차로 - 고구려대학삼거리 - 가동삼거리 - 가운삼거리 - 산정삼거리 - 주공아파트앞 - 나주경찰서 - 삼도육교 - 나주대교 - 원촌삼거리 - 나주금천중학교 - 호남원예고등학교 - 전남과학교육원 - 금천사거리 - 검북마을앞 - 금천 교차로

### 광주광역시
| 이름                                       | 접속 노선                                                           | 소재지     | 소재지                                                                   | 비고                                              |
| ------------------------------------------ | ------------------------------------------------------------------- | ---------- | ------------------------------------------------------------------------ | ------------------------------------------------- |
| (칠석 교차로)                              | 칠석3길                                                             | 광주광역시 | 남구                                                                     | 국도 제1호선과 중복                               |
| 건덕터널                                   |                                                                     | 광주광역시 | 남구                                                                     | 국도 제1호선과 중복 상행 연장 280m 하행 연장 260m |
| (지산 교차로)                              | 산남로                                                              | 광주광역시 | 남구                                                                     | 국도 제1호선과 중복 상행 진출 불가 하행 진입 불가 |
| 포충사입구 교차로                          | 포충로                                                              | 광주광역시 | 남구                                                                     | 국도 제1호선과 중복                               |
| 대촌육교 지산교                            |                                                                     | 광주광역시 | 남구                                                                     | 국도 제1호선과 중복                               |
| 행암 교차로                                | 도동길 임암길                                                       | 광주광역시 | 남구                                                                     | 국도 제1호선과 중복                               |
| 효천역 인성고등학교                        |                                                                     | 광주광역시 | 남구                                                                     | 국도 제1호선과 중복                               |
| 송암고가 교차로                            | 송암로                                                              | 광주광역시 | 남구                                                                     | 국도 제1호선과 중복                               |
| 효덕 교차로 (효덕지하차도)                 | 제2순환로 효덕로                                                    | 광주광역시 | 남구                                                                     | 국도 제1호선과 중복                               |
| 광주남부시외버스정류소                     |                                                                     | 광주광역시 | 남구                                                                     | 국도 제1호선과 중복                               |
| 주월동                                     | 회서로                                                              | 광주광역시 | 남구                                                                     | 국도 제1호선과 중복                               |
| 백운 교차로                                | 국도 제1호선 국도 제22호선 (대남대로)                               | 광주광역시 | 남구                                                                     | 국도 제1호선과 중복 국도 제22호선과 중복          |
| (미래아동병원)                             | 백운로 봉선중앙로                                                   | 광주광역시 | 남구                                                                     | 국도 제22호선과 중복                              |
| (남광교 남단)                              | 천변좌로                                                            | 광주광역시 | 남구                                                                     | 국도 제22호선과 중복 남광주고가 구간              |
| 남광교                                     |                                                                     | 광주광역시 | 남구                                                                     | 국도 제22호선과 중복 남광주고가 구간              |
|                                            | 동구                                                                | 광주광역시 |                                                                          | 국도 제22호선과 중복 남광주고가 구간              |
| 남광주고가 교차로                          | 천변우로                                                            | 광주광역시 |                                                                          | 국도 제22호선과 중복 남광주고가 구간              |
| 남광주 교차로 (남광주역)                   | 국도 제22호선 국도 제29호선 국가지원지방도 제55호선 (남문로) 계봉로 | 광주광역시 | 국도 제22호선과 중복 국도 제29호선과 중복 국가지원지방도 제55호선과 중복 |                                                   |
| 조선대입구 (조선대학교)                    | 서남로                                                              | 광주광역시 | 국도 제29호선과 중복 국가지원지방도 제55호선과 중복                      |                                                   |
| 지산사거리                                 | 동명로                                                              | 광주광역시 | 국도 제29호선과 중복 국가지원지방도 제55호선과 중복                      |                                                   |
| 산수오거리                                 | 경양로 무등로                                                       | 광주광역시 | 국도 제29호선과 중복 국가지원지방도 제55호선과 중복                      |                                                   |
| 두암지구입구 교차로                        | 갈마로                                                              | 광주광역시 | 국도 제29호선과 중복 국가지원지방도 제55호선과 중복                      |                                                   |
| 풍향삼거리                                 | 군왕로                                                              | 광주광역시 | 국도 제29호선과 중복 국가지원지방도 제55호선과 중복                      | 북구                                              |
| 광주교육대학교                             |                                                                     | 광주광역시 | 국도 제29호선과 중복 국가지원지방도 제55호선과 중복                      | 북구                                              |
| 서방사거리                                 | 서암대로 중앙로                                                     | 광주광역시 | 국도 제29호선과 중복 국가지원지방도 제55호선과 중복                      | 북구                                              |
| 서방삼거리                                 | 서양로                                                              | 광주광역시 | 국도 제29호선과 중복 국가지원지방도 제55호선과 중복                      | 북구                                              |
| 동강대학교 광주동신중학교 광주동신고등학교 |                                                                     | 광주광역시 | 국도 제29호선과 중복 국가지원지방도 제55호선과 중복                      | 북구                                              |
| 말바우사거리                               | 서방로                                                              | 광주광역시 | 국도 제29호선과 중복 국가지원지방도 제55호선과 중복                      | 북구                                              |
| 문화동시외버스정류장                       |                                                                     | 광주광역시 | 국도 제29호선과 중복 국가지원지방도 제55호선과 중복                      | 북구                                              |
| 무등도서관사거리                           | 면앙로                                                              | 광주광역시 | 국도 제29호선과 중복 국가지원지방도 제55호선과 중복                      | 북구                                              |
| 홈플러스 동광주점                          |                                                                     | 광주광역시 | 국도 제29호선과 중복 국가지원지방도 제55호선과 중복                      | 북구                                              |
| 문흥지구입구 교차로                        | 서하로                                                              | 광주광역시 | 국도 제29호선과 중복 국가지원지방도 제55호선과 중복                      | 북구                                              |
| 동광주 나들목 (문화사거리)                 | 25호선 호남고속도로 각화대로                                        | 광주광역시 | 국도 제29호선과 중복 국가지원지방도 제55호선과 중복                      | 북구                                              |
| 광주농산물도매시장                         | 동문대로248번길                                                     | 광주광역시 | 국도 제29호선과 중복 국가지원지방도 제55호선과 중복                      | 북구                                              |
| 광주화물터미널                             | 동문대로266번길                                                     | 광주광역시 | 국도 제29호선과 중복 국가지원지방도 제55호선과 중복                      | 북구                                              |
| (이름 없음)                                | 군왕로 오문로                                                       | 광주광역시 | 국도 제29호선과 중복 국가지원지방도 제55호선과 중복                      | 북구                                              |
| 도선사입구                                 | 도동로                                                              | 광주광역시 | 국도 제29호선과 중복 국가지원지방도 제55호선과 중복                      | 북구                                              |
| 도동고개                                   |                                                                     | 광주광역시 | 국도 제29호선과 중복 국가지원지방도 제55호선과 중복                      | 북구                                              |
| 망월교                                     |                                                                     | 광주광역시 | 국도 제29호선과 중복 국가지원지방도 제55호선과 중복                      | 북구                                              |

### 전라남도(광주광역시 이북 지역)
| 이름                          | 접속 노선                                                          | 소재지 | 소재지                                    | 비고                                                                   |
| ----------------------------- | ------------------------------------------------------------------ | ------ | ----------------------------------------- | ---------------------------------------------------------------------- |
| 망월교                        |                                                                    | 담양군 | 고서면                                    | 국도 제29호선과 중복 국가지원지방도 제55호선과 중복                    |
| (보촌대교 남단)               | 국도 제29호선 국가지원지방도 제55호선 (죽향대로)                   | 담양군 | 고서면                                    | 국도 제29호선과 중복 국가지원지방도 제55호선과 중복                    |
| 고서 교차로                   | 지방도 제887호선 (가사문학로)                                      | 담양군 | 고서면                                    |                                                                        |
| 담양고서중학교 동운교         |                                                                    | 담양군 | 고서면                                    |                                                                        |
| 창평 나들목                   | 25호선 호남고속도로                                                | 담양군 | 창평면                                    |                                                                        |
| 창평면오강리 교차로           | 의병로                                                             | 담양군 | 창평면                                    |                                                                        |
| 삼천1교                       |                                                                    | 담양군 | 창평면                                    |                                                                        |
| (광주동구예비군훈련장)        | 의병로                                                             | 담양군 | 창평면                                    |                                                                        |
| 대덕육교                      |                                                                    | 담양군 | 창평면                                    | 구 대덕교차로                                                          |
| 대덕육교                      | 대덕면                                                             | 담양군 |                                           | 구 대덕교차로                                                          |
| 운암리                        | 지방도 제897호선 (남대덕로)                                        | 담양군 |                                           |                                                                        |
| 만덕초등학교 대덕면사무소     |                                                                    | 담양군 |                                           |                                                                        |
| 대덕면매산리 교차로           | 대조동1길                                                          | 담양군 |                                           |                                                                        |
| 문재                          |                                                                    | 담양군 |                                           |                                                                        |
| 대덕면문학리 교차로           | 용산로 외문길                                                      | 담양군 |                                           |                                                                        |
| 대덕면성곡리 교차로           | 금산길                                                             | 담양군 |                                           |                                                                        |
| 오례삼거리                    | 국도 제13호선 국도 제15호선 국가지원지방도 제15호선 (무정로)       | 담양군 | 무정면                                    | 국도 제13, 15호선과 중복 국가지원지방도 제15호선과 중복                |
| 오례교                        |                                                                    | 담양군 | 무정면                                    | 국도 제13, 15호선과 중복 국가지원지방도 제15호선과 중복                |
| 신촌 교차로                   | 25호선 호남고속도로                                                | 곡성군 | 오산면                                    | 국도 제13, 15호선과 중복 국가지원지방도 제15호선과 중복 구 평면 교차로 |
| 오산삼거리                    | 오산로                                                             | 곡성군 | 오산면                                    | 국도 제13, 15호선과 중복 국가지원지방도 제15호선과 중복                |
| 옥과 나들목 (오산 교차로)     | 25호선 호남고속도로 국도 제15호선 국가지원지방도 제15호선 (오산로) | 곡성군 | 오산면                                    | 국도 제13, 15호선과 중복 국가지원지방도 제15호선과 중복                |
| 세월교                        |                                                                    | 곡성군 | 오산면                                    | 국도 제13호선과 중복                                                   |
| 세월교                        | 옥과면                                                             | 곡성군 |                                           | 국도 제13호선과 중복                                                   |
| 황용교                        |                                                                    | 곡성군 |                                           | 국도 제13호선과 중복                                                   |
| 용두 교차로                   | 용두길                                                             | 곡성군 |                                           | 국도 제13호선과 중복                                                   |
| 리문 교차로                   | 천변로                                                             | 곡성군 |                                           | 국도 제13호선과 중복                                                   |
| 계산1교                       |                                                                    | 곡성군 |                                           | 국도 제13호선과 중복                                                   |
|                               | 겸면                                                               | 곡성군 |                                           | 국도 제13호선과 중복                                                   |
| 평장삼거리                    | 국도 제13호선 국도 제27호선 (옥순로)                               | 곡성군 | 국도 제13호선과 중복 국도 제27호선과 중복 |                                                                        |
| 겸면초등학교(폐교) 겸면사무소 |                                                                    | 곡성군 | 국도 제27호선과 중복                      |                                                                        |
| 흥복삼거리                    | 산이재로                                                           | 곡성군 | 국도 제27호선과 중복                      |                                                                        |
| 흥산초등학교(폐교) 흥복교     |                                                                    | 곡성군 | 국도 제27호선과 중복                      |                                                                        |
| 삼기초등학교 삼기면사무소     |                                                                    | 곡성군 | 국도 제27호선과 중복                      | 삼기면                                                                 |
| 곡성 나들목                   | 25호선 호남고속도로                                                | 곡성군 | 국도 제27호선과 중복                      | 삼기면                                                                 |
| 삼기삼거리                    | 국도 제27호선 (곡순로)                                             | 곡성군 | 국도 제27호선과 중복                      | 삼기면                                                                 |
| 원효교                        |                                                                    | 곡성군 | 곡성읍                                    |                                                                        |
| 도림사입구 교차로             | 도림로 월봉1길                                                     | 곡성군 | 곡성읍                                    |                                                                        |
| 죽동삼거리                    | 중앙로                                                             | 곡성군 | 곡성읍                                    |                                                                        |
| 제2읍내교                     |                                                                    | 곡성군 | 곡성읍                                    |                                                                        |
| 터미널사거리                  | 군청로 충의로                                                      | 곡성군 | 곡성읍                                    |                                                                        |
| 곡성등기소 곡성군보건의료원   |                                                                    | 곡성군 | 곡성읍                                    |                                                                        |
| (회전 교차로)                 | 읍내14길                                                           | 곡성군 | 곡성읍                                    |                                                                        |
| 제1읍내교                     |                                                                    | 곡성군 | 곡성읍                                    |                                                                        |
| 기차마을사거리                | 지방도 제840호선 (기차마을로)                                      | 곡성군 | 곡성읍                                    |                                                                        |
| 곡성역                        |                                                                    | 곡성군 | 곡성읍                                    |                                                                        |
| (섬진장례식장)                | 곡고로                                                             | 곡성군 | 곡성읍                                    |                                                                        |
| 읍내2교                       |                                                                    | 곡성군 | 곡성읍                                    |                                                                        |
| 읍내 교차로                   | 국도 제17호선 (섬진강로)                                           | 곡성군 | 곡성읍                                    |                                                                        |
| 고달교                        |                                                                    | 곡성군 | 곡성읍                                    |                                                                        |
|                               | 고달면                                                             | 곡성군 |                                           |                                                                        |
| 목동삼거리                    | 대사로                                                             | 곡성군 |                                           |                                                                        |
| 면사무소앞 교차로             | 고산로                                                             | 곡성군 |                                           |                                                                        |
| 고달초등학교                  |                                                                    | 곡성군 |                                           |                                                                        |
| 죽림삼거리                    | 죽림마을길                                                         | 곡성군 |                                           |                                                                        |

### 전북특별자치도
| 이름                             | 접속 노선                            | 소재지 | 소재지               | 비고                 |
| -------------------------------- | ------------------------------------ | ------ | -------------------- | -------------------- |
| 등동2교 가정교                   |                                      | 남원시 | 수지면               |                      |
| 남창삼거리                       | 물머리로                             | 남원시 | 수지면               |                      |
| 수지중학교 수지면행정복지센터    |                                      | 남원시 | 수지면               |                      |
| 호곡삼거리                       | 문오로                               | 남원시 | 수지면               |                      |
| 봉작교 고정초등학교(폐교)        |                                      | 남원시 | 수지면               |                      |
| 상주교 하주교                    |                                      | 남원시 | 주천면               |                      |
| 주천리                           | 쑥고개로                             | 남원시 | 주천면               |                      |
| 원천초등학교 주천분교(폐교)      |                                      | 남원시 | 주천면               |                      |
| 웅치삼거리                       | 웅치윗길                             | 남원시 | 주천면               |                      |
| 장안 교차로                      | 국도 제19호선 (산업로) 중송길        | 남원시 | 주천면               |                      |
| 장안사거리                       | 지방도 제730호선 (원천로) 정령치로   | 남원시 | 주천면               | 육모정 교차로와 연결 |
| 주천면행정복지센터 장안교 호경교 |                                      | 남원시 | 주천면               |                      |
| 호경삼거리                       | 장백산로                             | 남원시 | 주천면               |                      |
| 삼곡교 비폭교 대성교             |                                      | 남원시 | 주천면               |                      |
| 내기삼거리                       | 구룡폭포길                           | 남원시 | 주천면               |                      |
| 고기삼거리                       | 지방도 제737호선 (정령치로)          | 남원시 | 주천면               |                      |
| 고기교                           |                                      | 남원시 | 주천면               |                      |
|                                  | 운봉읍                               | 남원시 |                      |                      |
| 운천초등학교(폐교) 가장교 삼산교 |                                      | 남원시 |                      |                      |
| 서천리                           | 운봉로                               | 남원시 |                      |                      |
| 운봉 교차로                      | 국도 제24호선 (황산로)               | 남원시 |                      |                      |
| 운봉사거리                       | 운봉로 운성로                        | 남원시 |                      |                      |
| 운봉초등학교                     | 서하길                               | 남원시 |                      |                      |
| 북천 교차로                      | 국도 제24호선 (황산로)               | 남원시 | 국도 제24호선과 중복 |                      |
| 번암사거리                       | 지방도 제743호선 (승전로) 운성로     | 남원시 | 국도 제24호선과 중복 |                      |
| 동천교 당월교                    |                                      | 남원시 | 국도 제24호선과 중복 |                      |
| 화수교                           | 군화동길                             | 남원시 | 국도 제24호선과 중복 |                      |
| 서무 교차로                      | 인월로 인월1길                       | 남원시 | 국도 제24호선과 중복 | 인월면               |
| 인월 교차로                      | 국가지원지방도 제37호선 (인월장터로) | 남원시 | 국도 제24호선과 중복 | 인월면               |
| 신촌 교차로                      | 국도 제24호선 (황산로)               | 남원시 | 국도 제24호선과 중복 | 인월면               |
| 인월사거리                       | 인월로                               | 남원시 |                      | 인월면               |
| 풍천교                           |                                      | 남원시 |                      | 인월면               |
| 백장교                           |                                      | 남원시 | 산내면               |                      |
| 대정삼거리                       | 지방도 제861호선 (지리산로)          | 남원시 | 산내면               |                      |
| 산내중학교                       |                                      | 남원시 | 산내면               |                      |
| (대정마을)                       | 대정길                               | 남원시 | 산내면               |                      |
| 중황교                           |                                      | 남원시 | 산내면               |                      |

### 경상남도

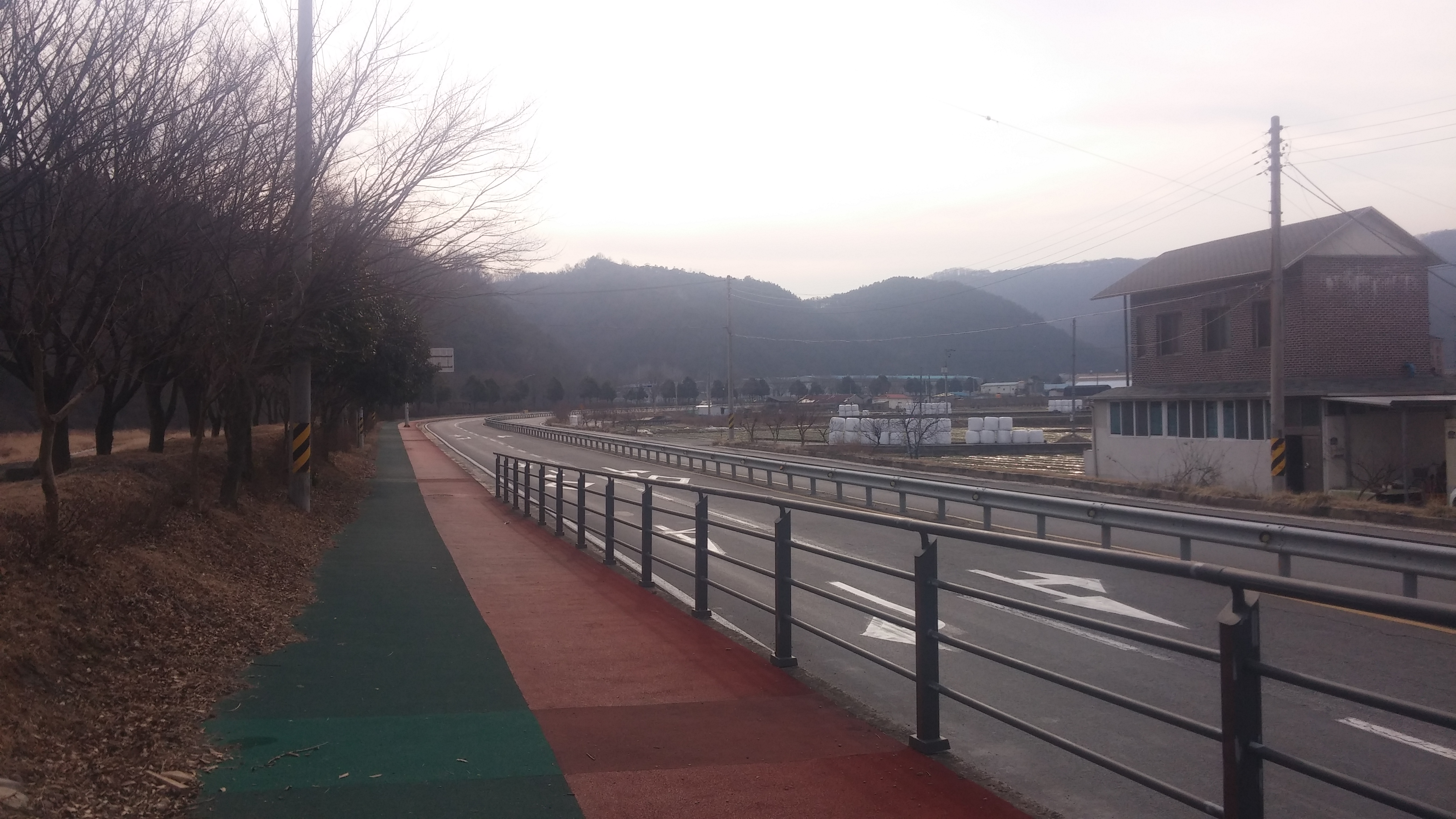
부림로 구간(의령군 부림면)

| 이름                                       | 접속 노선                        | 소재지                                                                      | 소재지                                                                       | 비고                                          |
| ------------------------------------------ | -------------------------------- | --------------------------------------------------------------------------- | ---------------------------------------------------------------------------- | --------------------------------------------- |
| 가흥삼거리                                 | 지방도 제1023호선 (마천삼정로)   | 함양군                                                                      | 마천면                                                                       | 지방도 제1023호선과 중복                      |
| 마천중학교(폐교)                           |                                  | 함양군                                                                      | 마천면                                                                       | 지방도 제1023호선과 중복                      |
| 지리산둘레길함양안내센터 (구 금계초등학교) | 칠선로                           | 함양군                                                                      | 마천면                                                                       | 지방도 제1023호선과 중복                      |
| 의탄리                                     | 지방도 제1023호선 (지리산가는길) | 함양군                                                                      | 마천면                                                                       | 지방도 제1023호선과 중복                      |
| 원정교                                     |                                  | 함양군                                                                      | 마천면                                                                       |                                               |
| 용유담                                     | 모전길                           | 함양군                                                                      | 마천면                                                                       |                                               |
| 금반초등학교 문정분교(폐교)                |                                  | 함양군                                                                      | 휴천면                                                                       |                                               |
| 남호삼거리                                 | 동호화암로                       | 함양군                                                                      | 휴천면                                                                       |                                               |
| 유림초등학교 화남분교(폐교)                | 유림지곡길                       | 함양군                                                                      | 유림면                                                                       |                                               |
| 서주교                                     |                                  | 함양군                                                                      | 유림면                                                                       |                                               |
| (서주교 북단)                              | 지방도 제1001호선 (함양남서로)   | 함양군                                                                      | 유림면                                                                       | 지방도 제1001호선과 중복                      |
| 유림삼거리                                 | 지방도 제1034호선 (천왕봉로)     | 함양군                                                                      | 유림면                                                                       | 지방도 제1001호선과 중복                      |
| 유림면행정복지센터                         |                                  | 함양군                                                                      | 유림면                                                                       | 지방도 제1001호선과 중복                      |
| 임천교                                     |                                  | 함양군                                                                      | 유림면                                                                       | 지방도 제1001호선과 중복                      |
|                                            | 산청군                           | 금서면                                                                      |                                                                              | 지방도 제1001호선과 중복                      |
| (이름 없음)                                | 산청군                           | 금서면                                                                      | 경호로                                                                       | 지방도 제1001호선과 중복                      |
| (화계마을)                                 | 산청군                           | 금서면                                                                      | 화계오봉로                                                                   | 지방도 제1001호선과 중복                      |
| 덕양전                                     | 산청군                           | 금서면                                                                      | 구형왕릉로                                                                   | 지방도 제1001호선과 중복                      |
| 산청한방테마파크 덕촌교 매촌육교           | 산청군                           | 금서면                                                                      |                                                                              | 지방도 제1001호선과 중복                      |
| 매촌삼거리                                 | 산청군                           | 금서면                                                                      | 국도 제59호선 (친환경로)                                                     | 국도 제59호선과 중복 지방도 제1001호선과 중복 |
| 금서면행정복지센터                         | 산청군                           | 금서면                                                                      |                                                                              | 국도 제59호선과 중복 지방도 제1001호선과 중복 |
| (경호1교 북단)                             | 산청군                           | 금서면                                                                      | 지방도 제1001호선 (꽃봉산로)                                                 | 국도 제59호선과 중복 지방도 제1001호선과 중복 |
| 산청 나들목                                | 산청군                           | 금서면                                                                      | 35호선 통영대전고속도로                                                      | 국도 제59호선과 중복                          |
| 경호교                                     | 산청군                           | 금서면                                                                      |                                                                              | 국도 제59호선과 중복                          |
|                                            | 산청군                           | 산청읍                                                                      |                                                                              | 국도 제59호선과 중복                          |
| 산청농협하나로마트                         | 산청군                           | 웅석봉로                                                                    |                                                                              | 국도 제59호선과 중복                          |
| 산청사거리                                 | 산청군                           | 덕계로                                                                      |                                                                              | 국도 제59호선과 중복                          |
| 산청 교차로                                | 산청군                           | 국도 제3호선 (산청대로) 국도 제59호선 (친환경로) 지방도 제1026호선 (산수로) | 국도 제59호선과 중복 국도 제3호선과 중복                                     |                                               |
| (쌀고개)                                   | 산청군                           | 친환경로2720번길                                                            | 국도 제3호선과 중복                                                          |                                               |
| 외정교                                     | 산청군                           | 물안실로                                                                    | 국도 제3호선과 중복                                                          |                                               |
| 외정 교차로                                | 산청군                           | 국도 제3호선 (산청대로)                                                     | 국도 제3호선과 중복                                                          |                                               |
| 지품초등학교 척지분교(폐교)                | 산청군                           |                                                                             | 신등면                                                                       |                                               |
| 모례리                                     | 산청군                           | 지방도 제1006호선 (신차로)                                                  | 신등면                                                                       |                                               |
| 장천리 평지리 사정리                       | 산청군                           |                                                                             | 신등면                                                                       | 미개통 구간                                   |
| 덕촌리                                     |                                  | 합천군                                                                      | 가회면                                                                       | 미개통 구간                                   |
| (가회초등학교입구)                         | 지방도 제1089호선 (신등가회로)   | 합천군                                                                      | 가회면                                                                       | 지방도 제1089호선과 중복                      |
| 장대삼거리                                 | 지방도 제1089호선 (서부로)       | 합천군                                                                      | 가회면                                                                       | 지방도 제1089호선과 중복                      |
| 외사교                                     |                                  | 합천군                                                                      | 가회면                                                                       |                                               |
| 봉성초등학교(폐교) 두모교 금교             |                                  | 합천군                                                                      | 삼가면                                                                       |                                               |
| 가수교                                     | 삼가1로                          | 합천군                                                                      | 삼가면                                                                       |                                               |
| 삼가 회전교차로                            | 삼가로 용흥길                    | 합천군                                                                      | 삼가면                                                                       |                                               |
| 삼가교                                     |                                  | 합천군                                                                      | 삼가면                                                                       |                                               |
| 삼가삼거리                                 | 삼가1로                          | 합천군                                                                      | 삼가면                                                                       |                                               |
| 가미교 삼가고등학교 신기교                 |                                  | 합천군                                                                      | 삼가면                                                                       |                                               |
| 양전 교차로                                | 국도 제33호선 (합천대로)         | 합천군                                                                      | 삼가면                                                                       | 국도 제33호선과 중복                          |
| 평구리                                     | 국도 제33호선 (합천대로)         | 합천군                                                                      | 쌍백면                                                                       | 국도 제33호선과 중복                          |
| 평구삼거리                                 | 지방도 제1041호선 (하안삼리길)   | 합천군                                                                      | 쌍백면                                                                       | 지방도 제1041호선과 중복                      |
| 합천남부농협                               | 쌍백중앙로                       | 합천군                                                                      | 쌍백면                                                                       | 지방도 제1041호선과 중복                      |
| 평구1교                                    |                                  | 합천군                                                                      | 쌍백면                                                                       | 지방도 제1041호선과 중복                      |
| 평구2교 서단                               | 지방도 제1041호선 (청정로)       | 합천군                                                                      | 쌍백면                                                                       | 지방도 제1041호선과 중복                      |
| 대곡리                                     | 평구묵골길                       | 합천군                                                                      | 쌍백면                                                                       |                                               |
| (한실)                                     |                                  | 합천군                                                                      | 쌍백면                                                                       | 미개통 구간                                   |
| 한실재                                     |                                  | 합천군                                                                      | 쌍백면                                                                       | 미개통 구간                                   |
|                                            | 의령군                           | 봉수면                                                                      |                                                                              | 미개통 구간                                   |
| (방계마을)                                 | 의령군                           | 봉수면                                                                      |                                                                              | 미개통 구간                                   |
| 서암교                                     | 의령군                           | 봉수면                                                                      |                                                                              |                                               |
| 서암리                                     | 의령군                           | 봉수면                                                                      | 지방도 제1011호선 (대한로)                                                   | 지방도 제1011호선과 중복                      |
| 신현교                                     | 의령군                           | 봉수면                                                                      |                                                                              | 지방도 제1011호선과 중복                      |
| 신현리                                     | 의령군                           | 봉수면                                                                      | 지방도 제1011호선 (궁류로)                                                   | 지방도 제1011호선과 중복                      |
| 봉수면 행정복지센터 죽전교 삼가교 삼동교   | 의령군                           | 봉수면                                                                      |                                                                              |                                               |
| 의령봉수농공단지                           | 의령군                           | 봉수면                                                                      | 직금로                                                                       |                                               |
| 서득교                                     | 의령군                           | 봉수면                                                                      |                                                                              |                                               |
|                                            | 의령군                           | 부림면                                                                      |                                                                              |                                               |
| 서득교삼거리                               | 의령군                           | 지방도 제1011호선 (천혜로)                                                  |                                                                              |                                               |
| 동동삼거리                                 | 의령군                           | 신번로                                                                      |                                                                              |                                               |
| 신반교                                     | 의령군                           |                                                                             |                                                                              |                                               |
| 막곡리                                     | 의령군                           | 국도 제20호선 국가지원지방도 제67호선 (의합대로) 단원로                     | 국도 제20호선과 중복 국가지원지방도 제67호선과 중복                          |                                               |
| 세간교                                     | 의령군                           |                                                                             | 국도 제20호선과 중복 국가지원지방도 제67호선과 중복                          | 유곡면                                        |
| 세간교삼거리                               | 의령군                           | 국도 제20호선 국가지원지방도 제67호선 (의합대로)                            | 국도 제20호선과 중복 국가지원지방도 제67호선과 중복 지방도 제1008호선과 중복 | 유곡면                                        |
| (박진교 서단)                              | 의령군                           | 지방도 제1008호선 (박진로)                                                  | 부림면                                                                       | 지방도 제1008호선과 중복                      |
| 상두곡교 두곡교 지산초등학교(폐교)         | 의령군                           |                                                                             | 지정면                                                                       |                                               |
| (교량 명칭 미상)                           | 의령군                           |                                                                             | 지정면                                                                       | 미개통 구간                                   |
| (교량 명칭 미상)                           |                                  | 함안군                                                                      | 대산면                                                                       | 미개통 구간                                   |
| 장암리                                     | 지방도 제1040호선 (구암로)       | 함안군                                                                      | 대산면                                                                       | 지방도 제1040호선과 중복                      |
| 장암보건진료소                             | 지방도 제1040호선 (구암로)       | 함안군                                                                      | 대산면                                                                       | 지방도 제1040호선과 중복                      |
| 부목삼거리                                 | 지방도 제1021호선 (대부로)       | 함안군                                                                      | 대산면                                                                       | 지방도 제1021호선과 중복                      |
| 부목리                                     | 지방도 제1021호선 (대부로)       | 함안군                                                                      | 대산면                                                                       | 지방도 제1021호선과 중복                      |
| (신촌마을)                                 |                                  | 함안군                                                                      | 대산면                                                                       | 미개통 구간                                   |
| (이곡마을)                                 |                                  | 함안군                                                                      | 칠서면                                                                       | 미개통 구간                                   |
| 태곡리                                     | 삼칠로                           | 함안군                                                                      | 칠서면                                                                       |                                               |
| 구포리                                     |                                  | 함안군                                                                      | 칠서면                                                                       | 미개통 구간                                   |
| (성호마을)                                 |                                  | 함안군                                                                      | 칠북면                                                                       | 미개통 구간                                   |
| (화천)                                     | 화천길                           | 함안군                                                                      | 칠북면                                                                       |                                               |
| (칠북면주민자치센터)                       | 칠북로                           | 함안군                                                                      | 칠북면                                                                       |                                               |
| 칠북면사무소                               | 지방도 제1040호선 (칠북로)       | 함안군                                                                      | 칠북면                                                                       |                                               |
| 검단2교 칠북초등학교                       |                                  | 함안군                                                                      | 칠북면                                                                       |                                               |
| 내곡삼거리                                 | 천주로                           | 창원시                                                                      | 의창구 북면                                                                  |                                               |
| 북면행정복지센터앞 교차로                  | 천주로                           | 창원시                                                                      | 의창구 북면                                                                  |                                               |
| 마산 교차로                                | 국도 제79호선 (정렬대로)         | 창원시                                                                      | 의창구 북면                                                                  | 국도 제79호선과 중복                          |
| 월계 교차로 (신천교)                       | 국도 제79호선 (정렬대로)         | 창원시                                                                      | 의창구 북면                                                                  | 국도 제79호선과 중복                          |
| 월계교                                     |                                  | 창원시                                                                      | 의창구 북면                                                                  |                                               |
| 본포 교차로                                | 국가지원지방도 제30호선 (동읍로) | 창원시                                                                      | 의창구 동읍                                                                  |                                               |
| (교량 명칭 미상)                           |                                  | 창원시                                                                      | 의창구 동읍                                                                  |                                               |
| 옥정 교차로                                | 대산북로                         | 창원시                                                                      | 의창구 동읍                                                                  |                                               |
| 수산1 교차로                               | 대산북로                         | 창원시                                                                      | 의창구 대산면                                                                |                                               |
| 수산2 교차로                               | 초하로                           | 창원시                                                                      | 의창구 대산면                                                                |                                               |
| 수산3 교차로                               | 대산북로                         | 창원시                                                                      | 의창구 대산면                                                                |                                               |
| 북부 교차로                                | 대산북로                         | 창원시                                                                      | 의창구 대산면                                                                |                                               |
| 북부교                                     |                                  | 창원시                                                                      | 의창구 대산면                                                                |                                               |
| (유청마을)                                 | 유등로                           | 창원시                                                                      | 의창구 대산면                                                                |                                               |
| 유등교 (유등수문)                          |                                  | 창원시                                                                      | 의창구 대산면                                                                |                                               |
| 가동 교차로                                |                                  | 김해시                                                                      | 한림면                                                                       |                                               |
| 장방 교차로                                | 한림로 장방로                    | 김해시                                                                      | 한림면                                                                       |                                               |
| 화포대교                                   |                                  | 김해시                                                                      | 한림면                                                                       |                                               |
| 장재터널                                   |                                  | 김해시                                                                      | 생림면                                                                       |                                               |
| 장재터널                                   |                                  | 김해시                                                                      | 생림면                                                                       |                                               |
| 안하교                                     |                                  | 김해시                                                                      | 생림면                                                                       |                                               |
| 생림 교차로                                | 안하로                           | 김해시                                                                      | 생림면                                                                       |                                               |
| 하봉교                                     |                                  | 김해시                                                                      | 생림면                                                                       |                                               |
| 봉림1터널                                  |                                  | 김해시                                                                      | 생림면                                                                       |                                               |
| 봉주교                                     |                                  | 김해시                                                                      | 생림면                                                                       |                                               |
| 봉림2터널                                  |                                  | 김해시                                                                      | 생림면                                                                       |                                               |
| 사촌1교                                    |                                  | 김해시                                                                      | 생림면                                                                       |                                               |
| 사촌 교차로                                |                                  | 김해시                                                                      | 생림면                                                                       | 미개통 국도 제58호선과 중복                   |
| 사촌삼거리                                 | 국도 제58호선 (생림대로)         | 김해시                                                                      | 생림면                                                                       | 국도 제58호선과 중복                          |
| 사촌리                                     | 나전로                           | 김해시                                                                      | 생림면                                                                       |                                               |
| 여덟말고개                                 |                                  | 김해시                                                                      | 생림면                                                                       |                                               |
|                                            | 상동면                           | 김해시                                                                      |                                                                              |                                               |
| 여차교 용산초등학교                        |                                  | 김해시                                                                      |                                                                              |                                               |
| (용당마을)                                 | 여차로699번길                    | 김해시                                                                      |                                                                              |                                               |
| 감로리                                     | 국가지원지방도 제69호선          | 김해시                                                                      | 국가지원지방도 제69호선과 중복                                               |                                               |
| 매리취수장                                 |                                  | 김해시                                                                      | 국가지원지방도 제69호선과 중복                                               |                                               |
| 광재 나들목                                | 600호선 부산외곽순환고속도로     | 김해시                                                                      |                                                                              |                                               |
| 소락 교차로                                | 상동로375번길                    | 김해시                                                                      |                                                                              |                                               |
| 이소락교                                   |                                  | 김해시                                                                      |                                                                              |                                               |
| 대감 교차로                                |                                  | 김해시                                                                      |                                                                              |                                               |
| 상동 교차로                                | 상동로                           | 김해시                                                                      |                                                                              |                                               |
| 상동 나들목 (상동IC삼거리)                 | 55호선 중앙고속도로              | 김해시                                                                      | 도로 미개통                                                                  |                                               |
| 대포 나들목                                | 상동로                           | 김해시                                                                      | 계획중                                                                       |                                               |
| 매리 요금소                                |                                  | 김해시                                                                      | 계획중                                                                       |                                               |
| 낙동대교                                   |                                  | 김해시                                                                      | 계획중                                                                       |                                               |
|                                            | 양산시                           | 원동면                                                                      | 계획중                                                                       |                                               |
| (교차로 명칭 미상)                         | 양산시                           | 원동면                                                                      | 계획중                                                                       | 지방도 제1022호선 (원동로)                    |
| (터널 명칭 미상)                           | 양산시                           | 원동면                                                                      | 계획중                                                                       |                                               |
|                                            | 양산시                           | 강서동                                                                      | 계획중                                                                       |                                               |
| (교차로 명칭 미상)                         | 양산시                           | 지방도 제1077호선 (충렬로)                                                  | 계획중                                                                       |                                               |
| 49번 교차로                                | 양산시                           | 지방도 제1077호선 (충렬로)                                                  | 지방도 제1077호선과 중복                                                     |                                               |
| 양산교                                     | 양산시                           |                                                                             |                                                                              |                                               |
|                                            | 양산시                           | 삼성동                                                                      |                                                                              |                                               |
| 13번 교차로                                | 양산시                           | 국도 제35호선 (양산대로)                                                    |                                                                              |                                               |
| (이름 없음)                                | 양산시                           | 중앙로                                                                      |                                                                              |                                               |
| (구 양산 나들목)                           | 양산시                           | 신기로                                                                      |                                                                              |                                               |
| (교량 명칭 미상)                           | 양산시                           |                                                                             | 미개통                                                                       |                                               |
| (교량 명칭 미상)                           | 양산시                           |                                                                             | 미개통                                                                       | 중앙동                                        |
| 명곡 교차로                                | 양산시                           | 명곡로                                                                      |                                                                              | 중앙동                                        |
| 법기터널                                   | 양산시                           |                                                                             | 연장 2,075m                                                                  | 중앙동                                        |
| 법기터널                                   | 양산시                           | 동면                                                                        | 연장 2,075m                                                                  |                                               |
| 법기1교                                    | 양산시                           |                                                                             |                                                                              |                                               |
| 법기 교차로                                | 양산시                           | 법기로                                                                      |                                                                              |                                               |
| 개곡교                                     | 양산시                           |                                                                             |                                                                              |                                               |

- 공사 구간 (생림 ~ 상동간 도로, 2023년 완공 예정) : 김해시 생림면 나전리 ~ 상동면 매리
- 공사 구간 (매리 ~ 양산간 도로, 2023년 완공 예정) : 김해시 상동면 매리 ~ 양산시 강서동

### 부산광역시
| 이름                       | 접속 노선                          | 소재지 | 소재지      | 비고                          |
| -------------------------- | ---------------------------------- | ------ | ----------- | ----------------------------- |
| 월평 교차로                | 웅상대로                           | 기장군 | 정관읍      |                               |
| 임곡 교차로                | 국도 제7호선 (통신사로)            | 기장군 | 정관읍      |                               |
| 두명 교차로                | 정관로                             | 기장군 | 정관읍      | 상행 진입 불가 하행 진출 불가 |
| 두명터널                   |                                    | 기장군 | 정관읍      | 연장 1,375m                   |
| 산막2교                    |                                    | 기장군 | 정관읍      |                               |
| 정관 교차로                | 정관중앙로                         | 기장군 | 정관읍      |                               |
| 방곡터널                   |                                    | 기장군 | 정관읍      | 연장 575m                     |
| 예림1교                    |                                    | 기장군 | 정관읍      |                               |
| 예림 교차로                | 정관로                             | 기장군 | 정관읍      |                               |
| 도마고개                   |                                    | 기장군 | 정관읍      |                               |
|                            | 장안읍                             | 기장군 |             |                               |
| 좌천사거리                 | 국도 제14호선 (기장대로)           | 기장군 |             |                               |
| 좌동리 교차로 좌천1 교차로 | 좌천로 좌동길                      | 기장군 |             |                               |
| 좌천2 교차로               | 해맞이로                           | 기장군 |             |                               |
| 덕선천교 좌천지하차도      |                                    | 기장군 |             |                               |
| 임랑 교차로                | 국도 제31호선 (기장 ~ 장안간 도로) | 기장군 |             |                               |
| 임랑1교 임랑2교            |                                    | 기장군 | 상행선 전용 |                               |
| 임랑삼거리                 | 국도 제31호선 (일광로) (해맞이로)  | 기장군 | 종점        |                               |

## 도로명
전라남도
- 무안군 현경면 현경 교차로 ~ 무안읍 교촌 교차로 : 공항로
- 무안군 무안읍 교촌 교차로 ~ 나주시 다시면 다시 교차로 : 영산로
- 나주시 다시면 다시 교차로 ~ 금천면 금천 교차로 : 빛가람장성로
- 나주시 금천면 금천 교차로 ~ 남평읍 광이리 : 영산로

광주광역시
- 남구 칠석동 ~ 건덕터널 : 영산로
- 남구 건덕터널 ~ 백운 교차로 : 서문대로
- 남구 백운 교차로 ~ 동구 남광주 교차로 : 대남대로
- 동구 남광주 교차로 ~ 북구 서방사거리 : 필문대로
- 북구 서방사거리 ~ 망월교 : 동문대로

전라남도
- 담양군 고서면 망월교 ~ 보촌대교 남단 : 죽향대로
- 담양군 고서면 보촌대교 남단 ~ 무정면 오례삼거리 : 창평현로
- 담양군 무정면 오례삼거리 ~ 곡성군 오산면 오산삼거리 : 무옥로
- 곡성군 오산면 오산삼거리 ~ 옥과 나들목 : 오산로
- 곡성군 오산면 옥과 나들목 ~ 겸면 평장삼거리 : 옥순로
- 곡성군 겸면 평장삼거리 ~ 삼기면 삼기삼거리 : 곡순로
- 곡성군 삼기면 삼기삼거리 ~ 곡성읍 (섬진장례식장) : 곡성로
- 곡성군 곡성읍 (섬진장례식장) ~ 고달면 면사무소앞 교차로 : 곡고로
- 곡성군 고달면 면사무소앞 교차로 ~ 백곡리 : 고주로

전북특별자치도
- 남원시 수지면 초리 ~ 주천면 주천리 : 고주로
- 남원시 주천면 주천리 ~ 장안사거리 : 쑥고개로
- 남원시 주천면 장안사거리 ~ 고기삼거리 : 정령치로
- 남원시 주천면 고기삼거리 ~ 운봉읍 서천리 : 운봉로
- 남원시 운봉읍 서천리 ~ 운봉 교차로 : 운봉1로
- 남원시 운봉읍 운봉 교차로 ~ 운봉사거리 : 운성로
- 남원시 운봉읍 운봉사거리 ~ 북천 교차로 : 운봉로
- 남원시 운봉읍 북천 교차로 ~ 인월면 신촌 교차로 : 황산로
- 남원시 인월면 신촌 교차로 ~ 산내면 백일리 : 천왕봉로

경상남도
- 함양군 마천면 가흥리 ~ 유림면 유림삼거리 : 천왕봉로
- 함양군 유림면 유림삼거리 ~ 산청군 금서면 매촌삼거리 : 동의보감로
- 산청군 금서면 매촌삼거리 ~ 산청읍 산청 교차로 : 친환경로
- 산청군 산청읍 산청 교차로 ~ 외정 교차로 : 산청대로
- 산청군 산청읍 외정 교차로 ~ 신등면 모례리 : 정곡척지로
- 합천군 가회면 (가회초등학교입구) ~ 장대삼거리 : 신등가회로
- 합천군 가회면 장대삼거리 ~ 삼가면 교동삼거리 : 서부로
- 합천군 삼가면 교동삼거리 ~ 양전 교차로 : 삼가로
- 합천군 삼가면 양전 교차로 ~ 쌍백면 평구리 : 합천대로
- 합천군 쌍백면 평구리 ~ 합천남부농협 : 쌍백중앙로
- 합천군 쌍백면 합천남부농협 ~ 평구2교 서단 : 청정로
- 합천군 쌍백면 평구2교 서단 ~ 대곡리 : 평구묵골길
- 합천군 쌍백면 대곡리 ~ (한실) : 한실길
- 의령군 봉수면 (방계마을) ~ 서암리 : 청계로
- 의령군 봉수면 서암리 ~ 부림면 서득교삼거리 : 대한로
- 의령군 부림면 서득교삼거리 ~ 동동삼거리 : 부림로
- 의령군 부림면 동동삼거리 ~ 막곡리 : 신번로
- 의령군 부림면 막곡리 ~ 유곡면 세간교삼거리 : 의합대로
- 의령군 유곡면 세간교삼거리 ~ 부림면 (박진교 서단) : 박진로
- 의령군 부림면 (박진교 서단) ~ 지정면 두곡리 : 고루로
- 함안군 대산면 장암리 ~ 장암보건진료소 : 구암로
- 함안군 대산면 장암보건진료소 ~ 부목삼거리 : 장암길
- 함안군 대산면 부목삼거리 ~ 부목리 : 대부로
- 함안군 대산면 부목리 ~ (신촌마을) : 부목3길
- 함안군 칠서면 (이곡마을) ~ 태곡리 : 태곡2길
- 함안군 칠북면 (성호마을) ~ (화천) : 화천1길
- 함안군 칠북면 (화천) ~ (칠북면주민자치센터) : 화천길
- 함안군 칠북면 (칠북면주민자치센터) ~ 칠북면사무소 : 칠북로
- 함안군 칠북면 칠북면사무소 ~ 창원시 의창구 북면 내곡삼거리 : 단내로
- 창원시 의창구 북면 내곡삼거리 ~ 북면 행정복지센터 앞 교차로 : 천주로
- 창원시 의창구 북면 북면 행정복지센터 앞 교차로 ~ 마산 교차로 : 신촌본포로
- 창원시 의창구 북면 마산 교차로 ~ 월계 교차로 : 정렬대로
- 창원시 의창구 북면 월계 교차로 ~ 대산면 북부 교차로 : 낙동강대로
- 김해시 생림면 봉림 교차로 ~ 사촌삼거리 : 생림대로
- 김해시 생림면 사촌삼거리 ~ 사촌리 : 나전로
- 김해시 생림면 사촌리 ~ 상동면 (용당마을) : 여차로
- 김해시 상동면 (용당마을) ~ 매리 : 동북로
- 양산시 강서동 교동 ~ 49번 교차로 : 충렬로
- 양산시 강서동 49번 교차로 ~ 삼성동 (구 통도사 나들목) : 공단로
- 양산시 삼성동 (구 양산 나들목) ~ 동면 개곡리 : 동서로

부산광역시
- 기장군 정관읍 임곡리 ~ 월평 교차로 : 동서로
- 기장군 정관읍 월평 교차로 ~ 두명 교차로 : 정관로
- 기장군 정관읍 두명 교차로 ~ 예림 교차로 : 신정관로
- 기장군 정관읍 예림 교차로 ~ 장안읍 좌천사거리 : 정관로
- 기장군 장안읍 좌천사거리 ~ 좌천1 교차로 : 좌천로
- 기장군 장안읍 좌천2 교차로 ~ 임랑삼거리 : 해맞이로